# DRE Crypt
DRE   Crypt es el Sistema de Acceso Condicional a los programas de tele-radiodifusión digital para un grupo de personas limitado que tengan este derecho.
El Sistema de Acceso Condicional DRE Crypt contiene equipo de codificación de cabeza y equipo de decodificación de abonado.	El equipo de cabeza se conecta al sistema de la multiplexación y codificación de los flujos de transporte y se utiliza para controlar el proceso de cierre de los programas de televisión y datos, entrar información adicional de servicio y no y gestionar los abonados.

## Suministro tipo
El sistema se instala en servidores industriales, incluye todo el software de licencia necesario y se provee "llave en mano".

Servidores: Hewlett-Packard HP ProLiant DL120 G5

Routers: Cisco 851 series

Software: auténtico Microsoft Windows Server 2008 versión rusa, auténtico Microsoft SQL Server 2008 versión rusa

## Características básicas
Área de difusión: vía satélite, por cable, terrestre

Estándares de difusión: DVB-S2, DVB-S, DVB-C, DVB-T, DVB-T2

Estándares de codificación de la señales vídeo: MPEG2-SD, MPEG2-HD, MPEG4-SD, MPEG4-HD Número de abonados: 1- 100 000 000 (hasta cien millones de abonados)

Número de clases de suscripción: 1 -256

Número de servicios codificados: no limitado

Período de cambio de claves de operación: 1 – 6039 minutos

Algoritmo de codificación: CSA (Common Scrambling Algorithm) Soporte del régimen DVB SimulCrypt: sí

Registro en DVB: sí (0x4AE0-0x4AE1)Interfaz de gestión: WEB

Interfaz de conexión al equipo del operador: Fast Ethernet 100 BaseT

Posibilidad de envío por el operador de mensajes individuales y de grupo a los abonados

Módulos adicionales que amplifican las posibilidades del operador

Variantes de equipo decodificador de abonado: Set-Top-Box (STB) + smart-card, DRE CI-module + smart-card.